# 웅천초등학교 연도분교
웅천초등학교 연도분교는 대한민국 경상남도 창원시 진해구 연도동 110에 있었던 공립 초등학교이다.

## 학교 연혁
- 1922년 3월 3일 : 사립 삼계학원 인가
- 1943년 10월 23일 : 웅천국민학교 연도분교장
- 1949년 2월 6일 : 연도국민학교 승격
- 1982년 3월 1일 : 웅천국민학교 분교로 편입
- 1996년 3월 1일 : 웅천초등학교 연도분교로 개칭
- 2014년 3월 1일 : 폐교, 웅천초등학교로 통합